# Егоров, Валентин Иванович
Егоров Валентин Иванович (5 января 1924, Майкоп — 8 августа 1980, Москва) — учёный экономист-нефтяник, доктор экономических наук, профессор.

## Даты жизни и трудовой деятельности
- 1924 — 5 января в г. Майкопе Краснодарского края в семье служащего родился Валентин Иванович Егоров.
- 1944 — После окончания школы работал инструктором в горкоме комсомола г. Майкопа.
- 1945 — Поступил в Московский нефтяной институт (МНИ) им. И. М. Губкина.
- 1950 — Окончил инженерно-экономический факультет МНИ им. И. М. Губкина, поступил в аспирантуру (кафедра экономики нефтяной промышленности).
- 1954 — Защитил кандидатскую диссертацию на тему («Производственные отношения и влияние их на результаты работы нефтегазодобывающих предприятий (на примере Татнефти и Пермнефти)».
- 1955 — Старший преподаватель кафедры экономики нефтяной промышленности.
- 1956—1957 — Секретарь парткома МНИ им. И. М. Губкина.
- 1959 — Избран по конкурсу на должность доцента кафедры экономики нефтяной и газовой промышленности.
- 1961—1980 — Декан инженерно-экономического факультета.
- 1961 — Награждён орденом «Знак Почёта».
- 1966 — Избран по конкурсу на должность заведующего кафедрой экономики нефтяной, газовой и нефтехимической промышленности.
- 1970 — Вышел в свет учебник «Экономика нефтегазодобывающей промышленности».
- 1971 — Защитил диссертацию на учёную степень доктора экономических наук по учебнику «Экономика нефтегазодобывающей промышленности».
- 1973 — Утверждён в учёном звании профессора на кафедре нефтяной, газовой и нефтеперерабатывающей промышленности.
- 1974 — Награждён знаком Миннефтепрома СССР «Отличник нефтяной промышленности».
- 1975 — Присвоено звание «Почётный нефтяник СССР».
- 1976 — Лауреат премии имени И. М. Губкина — за участие в написании серии работ «Экономика нефтяной и газовой промышленности».
- 1980 — Награждён медалью «За трудовую доблесть».
- 1980 — Скончался 8 августа в Москве после тяжелой и продолжительной болезни (похоронен на Хованском кладбище в Москве).

## Ученые степени и звания
- доктор экономических наук (1971).
- профессор (1973).

## Награды
- Орден «Знак Почёта» (1961).
- Знак Миннефтепрома СССР «Отличник нефтяной промышленности» (1974).
- Премия имени И. М. Губкина — за участие в написании серии работ «Экономика нефтяной и газовой промышленности» (1976).
- Медаль «За трудовую доблесть» (1980).